# Villa Weyermann

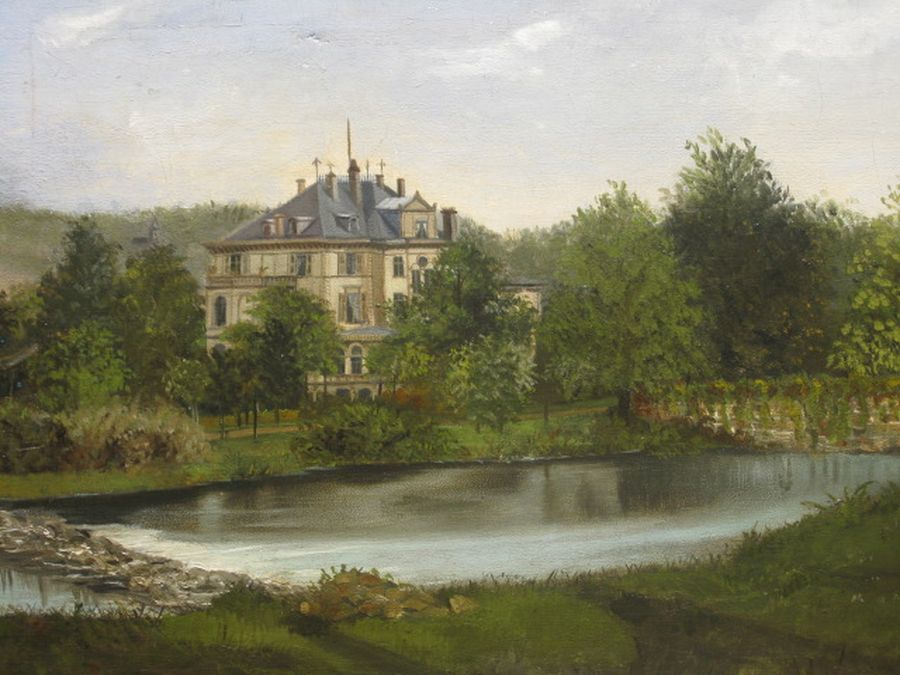
Die ältere Villa Weyermann, später Villa Lindenhof

Die Villa Weyermann in Leichlingen (Rheinland) war Teil eines Villenensembles in einem nach Plänen von Joseph Clemens Weyhe angelegten Park an der Wupper, heute an der Straße „Am Hammer“.

## Geschichte
Die Gebäude wurden für die aus Elberfeld stammende Familie Weyermann errichtet, die in Leichlingen die Türkischrot-Färberei A. Weyermann-Söhne betrieb, seinerzeit größter Arbeitgeber der Stadt. Dieses florierende Unternehmen war in Elberfeld von Abraham Weyermann, später dort auch Mitglied im Rat, gegründet und 1865 nach Leichlingen verlegt worden. Es stand unter der Leitung des Sohnes von Abraham Weyermann, Kommerzienrat Rudolf Weyermann (1824–1889), der auch Präsident der Dampfschifffahrts-Gesellschaft für den Nieder- und Mittelrhein in Düsseldorf und Mitglied des Rheinischen Provinziallandtages war.
Der Grund, auf dem die Färberei und die Villen errichtet wurden, war im Erbwege an die Familie Weyermann gefallen. Der Elberfelder Kaufmann Johann Friedrich Wülfing, Mitglied des Conseil General des Département Rhein, hatte in der Napoleon-Zeit umfangreichen Grundbesitz im Bergischen Land erworben. In Leichlingen gehörten Partien an der Wupper, Schloss Eicherhof und die Höfe Büscherhof, Roderhof mit Roderbirken und Staderhof dazu. Das Gebiet „am Hammer“ ging an seine mit Rudolf Weyermann verheiratete Enkelin Emma Schniewind. Dagegen fiel das in unmittelbarer Nachbarschaft gelegene Schloss Eicherhof an eine Schwester von Emma Weyermann, Helena Schniewind, verheiratet mit dem Geheimen Kommerzienrat Wilhelm Boeddinghaus.
Die älteste der drei Villen, die ein Spitzdach trägt, wurde bereits 1866 erbaut. In ihr befand sich bis 2009 ein Restaurant. Heute ist sie in Privatbesitz.
Die prachtvollste Villa, seinerzeit Villa Lindenhof genannt, diente Rudolf Weyermann bis zu dessen Tode als Wohnsitz. Ihr Äußeres hatte nach einem Brand erheblich eingebüßt. Unter anderem war der Dachstuhl vollkommen ausgebrannt und durch ein Flachdach ersetzt worden. Diese Villa hatte seit 1927 viele Jahrzehnte der Stadt als Rathaus gedient. Sie wurde Anfang der 1970er Jahre abgerissen, um der städtischen Hauptschule Platz zu machen. 
Das kleinere, erst heute Villa Weyermann, früher aber Parkhaus genannte Gebäude, wurde von Rudolf Weyermanns Sohn Ludwig mit seiner Familie bis 1889 bewohnt. Nach dem Verkauf der Färberei an den Opladener Färbereibesitzer A. Römer im Jahre 1890 zog die Familie Weyermann von Leichlingen fort.
Die Villa Weyermann (Parkhaus) wurde 1877 im Stil des späten Historismus errichtet. Ein Umbau erfolgte 1887. Später gelangte sie in den Besitz des Landkreises, der sie im Jahre 1957 an die Stadt Leichlingen veräußerte. Im darauf folgenden Jahr wurde das Haus zum Hotel umgestaltet und 18 Jahre lang als Hotel Lindenhof geführt. Nach einer kurzen Nutzung als Jugendhaus wurde das Gebäude gemäß Beschluss des Rates der Stadt Leichlingen vom 4. Dezember 1978 nach den Richtlinien des Denkmalschutzes restauriert. Die Kosten hierfür betrugen 1,3 Millionen DM, von denen das Land Nordrhein-Westfalen 565.000 DM übernahm.

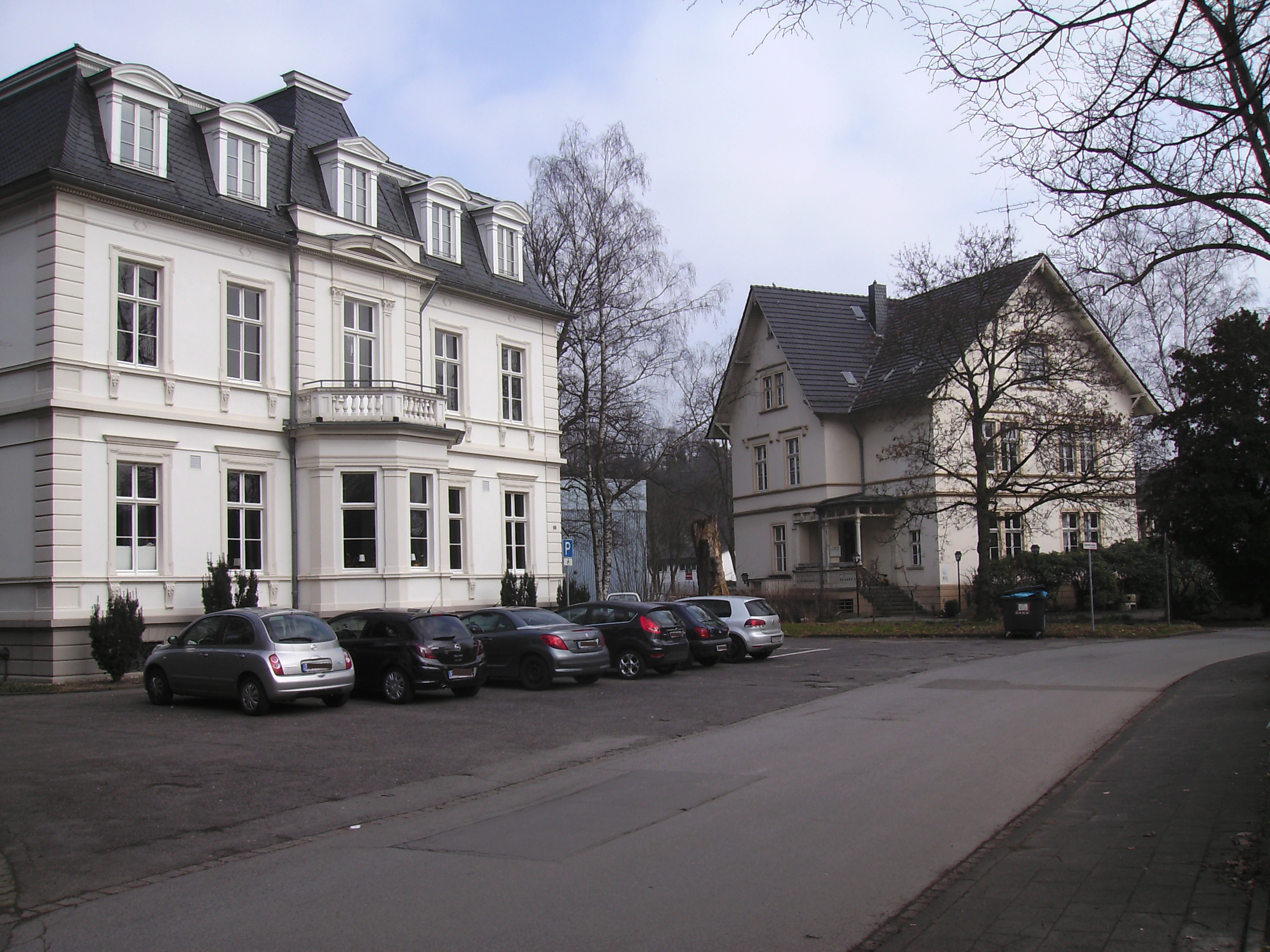
Die Villen Weyermann im März 2012, links das Bürgerhaus.

Die Villa Weyermann wird heute als Bürgerhaus genutzt und steht für Tagungen, Volkshochschulkurse, Vereinstreffen, Chorproben, Konzerte, Ausstellungen, Vereins- und Familienfeiern zur Verfügung.
Die Weyermannstraße in Leichlingen und der Weyermannsaal im Bürgerhaus wurden nach der Familie benannt. Brüder von Rudolf Weyermann waren Franz Weyermann, Besitzer von Schloss Hagerhof bei Bad Honnef und Freund von Johannes Brahms, sowie Moritz Weyermann, der als einer der ersten Werke von Charles Dickens (u. a. „Fünf Weihnachtsgeschichten“) in die deutsche Sprache übersetzte. Eine Schwester, Marie Charlotte, heiratete den deutsch-italienischen Ölimporteur Karl Wedekind.
Koordinaten: 51° 6′ 36″ N, 7° 0′ 45″ O